# Bathycyathus
Genre
Bathycyathus forme un genre de coraux de la famille des Caryophylliidae.

## Liste d'espèces
Selon ITIS (20 août 2015) et World Register of Marine Species (20 août 2015), Bathycyathus comprend, l'espèce suivante : 
- Bathycyathus chilensis Milne Edwards & Haime, 1848